# Afanasij (Pavlovič Volchovskij)
Svatý Afanasij (světským jménem: Fjodor Pavlovič Volchovskij; 1741, Poltava – 13. ledna 1801, Poltava) byl ukrajinský duchovní Ruské pravoslavné církve a biskup mogilevský a polocký.

## Život
Narodil se roku 1741 v Poltavě jako syn protojereje Pavla Volchovského.
Studoval na Tverském duchovním semináři. V této době byl biskupem tverským jeho strýc Afanasij (Volchovskij). Následně studoval na Kyjevské duchovní akademii, kterou dokončil roku 1765. Poté se oženil a byl rukopoložen na jereje a jmenován knězem chrámu svatého Mikuláše v Poltavě. Po smrti jeho manželky byl 1. října 1769 v Boldinském monastýru postřižen na monacha se jménem Afanasij. Od roku 1770 sloužil v černihivském katedrálním chrámu.
Roku 1776 byl jmenován igumenem monastýru Kirillov ve Velikém Novgorodu.
Roku 1781 se stal představeným Alexandro-Něvské lávry. Poté byl roku 1783 převeden do novgorodského Otěnského monastýru a poté Vjažiščského monastýru s povýšením na archimandritu. Dne 13. listopadu 1785 byl ustanoven archimandritou Jurjev monastýru.
Roku 1788 byl zvolen biskupem starorusským a vikářem novgorodské eparchie. Dne 30. července 1788 proběhla jeho biskupská chirotonie.
Dne 5. března 1795 byl ustanoven biskupem mogilevským a polockým. K jeho jmenování do Mogileva došlo bezprostředně po připojení Západního Běloruska k Rusku, v důsledku čehož se velký počet řeckokatolíků znovu sjednotil s pravoslavnou církví.
Na základě zprávy knížete Vasilije Chovanského ze dne 27. srpna 1797 byl Nejsvětějším synodem penzionován do Mharského monastýru na Ukrajině.
Roku 1800 se z psychických důvodu přestěhoval k příbuzným do Poltavy, odkud se i přes příkaz synodu nevrátil.
Zemřel 13. ledna 1801. Pohřben byl v kryptě chrámu monastýru Povýšení svatého Kříže v Poltavě.

## Kanonizace
Biskup Ilarion (Jušenov) roku 1882 nebo 1884 při prohlídce hrobky biskupa Afanasia objevil neporušenost těla. Vše bylo oznámeno Nejsvětějšímu synodu, který vydal příkaz přenést tělo a uložit jej do chrámu. Poté byl zahájen proces jeho svatořečení, který byl roku 1917 z důvodu vypuknutí revoluce přerušen.
Roku 1923 byly jeho ostatky přeneseny jako exponát do vlastivědného muzea a během Velké vlastenecké války se dostaly zpět do krypty monastýru Povýšení svatého Kříže. Kolem roku 1995 byl ostatky pohřbeny na hřbitově monastýru.
Roku 2009 byl znovu zahájen jeho proces svatořečení a 28. května 2010 Svatý synod Ukrajinské pravoslavné církve rozhodl o jeho místním svatořečení.
Dne 30. listopadu 2017 bylo na Archijerejském synodu Ruské pravoslavné církve rozhodnuto o jeho celocírkevním svatořečení.